# Coelioxys puncticollis
Coelioxys puncticollis là một loài Hymenoptera trong họ Megachilidae. Loài này được Friese mô tả khoa học năm 1921.